# مثلث الشر
مثلث الشر (بالإنجليزية:Triangle of Evil) مصطلح سياسي، استخدمه ولي العهد السعودي محمد بن سلمان خلال زيارته إلى الولايات المتحدة، حيث تحدّث لمجلة ذا أتلانتيك الأمريكية في أبريل 2018، عن تخوّفه مما أسماه «مثلث الشر الذي يريد السيطرة على العالم عبر أيديولوجيا متطرفة» على حد زعمه، حيث قصد به كلًّا من جماعة الإخوان المسلمين، جمهورية إيران الإسلامية والتنظيمات الإرهابية العالمية. مضيفًا: «هذا المثلث يروج إلى فكرة أن الله والإسلام لا يأمرنا بنشر الرسالة فقط، بل ببناء إمبراطورية يحكمونها بفهمهم المتطرّف» على حدّ تعبيره.
يرجع أصل المصطلح إلى مصطلح «محور الشر» الذي أطلقه الرئيس الأمريكي السابق جورج دبليو بوش.